# 峰衙洞
峰牙洞是越南廣平省的一個溶洞，長7,729米，共有支洞14個，地下河長13.969千米，洞門高約10m，寬約25m，洞內的鐘乳石十分奇特，進入洞穴須乘船。